# ألان سميث (منافس ألعاب قوى)
ألان سميث (بالإنجليزية: Allan Smith) هو منافس ألعاب قوى بريطاني، ولد في 6 نوفمبر 1992 في غلاسكو في المملكة المتحدة.

## وصلات خارجية
- ألان سميث على موقع الاتحاد الدولي لألعاب القوى (الإنجليزية)
- ألان سميث على موقع الدوري الماسي (الإنجليزية)